# Cesuras
Cesuras est une ancienne commune de la province de La Corogne en Espagne située dans la communauté autonome de Galice.
Elle a fusionné le 6 juin 2013 avec la commune Oza dos Ríos pour créer la commune nouvelle de Oza-Cesuras.